# Tres estrelles
Tres estrelles fou una sèrie de televisió de 13 capítols de 25 minuts creada per Joan Gràcia, Paco Mir, Carles Sans (Tricicle) i estrenada a TV3 el 9 d'octubre de 1987, amb un pressupost de 40 milions de pessetes.
Es va emetre entre 1987 i 1989 i posteriorment els capítols foren emesos per ETB, TVG i TVE i distribuïda internacionalment per Reteitalia. Tractava d'històries divertides i disbauxades que tenien lloc en un hotel de luxe de la Costa Brava i on els tres membres de Tricicle interpreten més de seixanta personatges. Fou rodada a l'Hostal de la Gavina de S'Agaró, una icona clàssica del turisme, i els exteriors es van rodar a Platja d'Aro.

## Premis
- Premi del Festival de Montreux a la millor sèrie d'Humor (1987)
- Antena de Oro 1987
- Premi Augusto de Oro (secció mundial) a la millor interpretació de 1988 al Festival Munditele.[6]
- Premi Augusto de Plata (secció europea) a la millor sèrie de 1988 al Festival Munditele.[6]
- Premis Ondas 1988[7]
- TP d'Or 1989

## Llista d'episodis
Els títols i l'ordre seguit per aquesta llista és l'ordre de TVC, tot i que a la primera emissió es va seguir un ordre diferent.

### Temporada 1
| Episodi total | Episodi temporada | Títol        | Data d'emissió         |
| --- | ----------------- | ------------ | ---------------------- |
| 1 | 1                 | «Músics»     | 9 d'octubre de 1987    |
| A l'hotel arriba una parella de mitjana edat a passar les vacances i una orquestra de cambra que donarà un concert aquella mateixa nit. L'home no sembla gaire acostumat a l'estada en hotels de luxe i s'impressiona per tot allò que veu de nou, especialment pels aparells domèstics que té la seva habitació per un inexplicable sistema de televisió que li permet veure's a si mateix a la pantalla del seu televisor. El que no sap és que tothom també té l'oportunitat de veure'l a la televisió. Els músics ocupen les seves habitacions i fan els preparatius per al seu concert. Criden a sopar i es reuneix tot l'hotel al menjador, on comproven que els mètodes no són tan ortodoxos com s'hauria d'esperar en un hotel de cinc estrelles.Arriba l'hora del concert i els músics afinen instruments. Es donen els tres timbres de rigor però ningú no acudeix a la sala de concerts.Quan ja estan cansats d'esperar, arriba la parella, que s'acomoda al pati de butaques. Comença el concert. Tots els músics estan pendents de la reacció del matrimoni. Ho volen fer tan bé que comencen a apropar-se a la parella a la manera que ho fa un violinista en un restaurant romàntic. La parella no entén aquesta intenció i fuig dissimuladament de la sala iniciant la carrera final. Els músics sense deixar de tocar els segueixen de prop. |                   |              |                        |
| 2 | 2                 | «Àrabs»      | 16 d'octubre de 1987   |
| L'hotel està commocionat perquè arriba un xeic àrab amb tot el seu seguici. El xeic posseeix la pedra preciosa més gran del món i es tem que sigui blanc de les pitjors intencions dels lladres mundials. La policia de l'hotel no treu l'ull de tot allò que pugui semblar una mica sospitós.Arriben a l'hotel tres lladres de tres estils ben diferents amb la intenció d'apropiar-se la pedra. Els tres lladres decideixen donar el cop al mateix temps i produeixen una sèrie de situacions conflictives dintre de les quals es troba el policia que després de sortir il·lès de l'atac d'una nimfòmana, es veu vestit de concubina i perseguit per un xeic que no para gaire intenció al seu aspecte masculí.Un dels lladres aconsegueix la pedra i comença la persecució amb què finalitza el capítol. |                   |              |                        |
| 3 | 3                 | «Dràcula»    | Sense anunciar         |
| A l'hotel es roda un espot publicitari sobre un perfum tan penetrant que fins i tot en Dràcula seria captivat per la seva olor. Per a l'ocasió, l'hotel es veu inundat de models, tècnics, tramoies, etc... En un dels assajos, un tramoia trenca una caixa de perfums. Un Dràcula ensuma el perfum i s'aparta del seu camí per anar a l'hotel on descobreix el coll delicat de la model que fa de protagonista. Se n'enamora i fa un pla per eliminar el model que fa de Dràcula i suplantar-lo. Després de perseguir la parella de models protagonistes durant tota la nit per restaurants i discoteques, aconsegueix desembarassar-se del noi. L'endemà es grava l'anunci. El director mira el resultat pel monitor. Apareix al set l'autèntic Dràcula, que es llança al coll de la noia sense intenció de deixar-lo anar a la veu de stop. Tothom queda una mica recelós d'aquesta acció. El director s'adona que la figura de Dràcula no surt per la pantalla de vídeo i comencen a perseguir-lo quan el veuen fugir amb la model als braços. |                   |              |                        |
| 4 | 4                 | «Rockers»    | 30 d'octubre de 1987   |
| Un ministre inaugura una platja nudista prop de l'hotel, on es quedarà a passar la nit. Aquella mateixa nit es presenta el nou disc d'un conjunt de rock heavy. El ministre està desesperadament cansat de la seva vida política i l'únic que vol es descansar de la persecució constant del seu seguici i dels periodistes. Els rockers, que a pesar del seu aspecte es tornen bojos pels "teleñecos", també han de cedir a les pressions dels seus periodistes. Els fotògrafs de l'un i dels altres acaben per picar-se i organitzen una batalla fotogràfica per tot l'hotel. El ministre, baldat i sense poder agafar la son, perquè els rockers assagen a l'habitació del costat, decideix prendre una sauna. Una vegada relaxat torna a despistar els seus periodistes disfressant-se amb la roba d'un dels rockers que prenia una sauna amb ell. El concert comença i el servei d'ordre del conjunt, sense distingir entre un rocker i un ministre disfressat de rocker, obliga aquest últim a posar-se davant del públic. L'actuació és un èxit i el públic puja a l'escenari. Els músics s'escapen i s'inicia la persecució. |                   |              |                        |
| 5 | 5                 | «Festa»      | Sense anunciar         |
| El gerent de l'hotel està preocupadíssim perquè li arriba un inspector de sanitat el mateix dia en què un marquès ha decidit mostrar en societat la seva col·lecció privada d'art.Una part del personal arregla l'hotel per l'arribada de l'inspector, i una altra part es dedica a fer els últims preparatius de decoració de la sala i de la festa de la inauguració.Aquest mateix dia hi ha una selecció de personal per trobar un cuiner nou. El públic que acudeix a l'exposició és extremadament escollit, i si l'un vesteix excèntricament, l'altre encara més.A la cuina no donen l'abast per fer la selecció i per preparar els canapès i les begudes. Els pintors i la resta d'operaris que condicionen la sala estan fins a l'últim moment fent retocs a l'acabat final. A l'única taula que hi ha a la sala, els pintors hi tenen els seus pots i el marquès prepara un ponx que acaba tenint com a ingredients principals pintura i dissolvent.Després de les primeres impressions, el ponx impressiona realment els convidats i els obliga a córrer cap als lavabos.Un seguici d'ambulàncies passa a recollir els intoxicats. A la primera ambulància hi puja el marquès, i la resta pugen a les altres per seguir-lo. |                   |              |                        |
| 6 | 6                 | «Velles»     | 23 d'octubre de 1987   |
| A l'hotel hi ha un concurs de malastrucs i per això tots els empleats no donen a l'abast a recollir les destrosses que fan els concursants.Arriben un grup de velles franceses a passar uns dies a l'hotel. No son malastrugues però la seva distracció les converteix també en perilloses.Arriben una parella de nou casats que es dirigeixen directament al seu dormitori, on no arribaran mai a fer res perquè seran interromputs pel seu veí, que no es cap altre que el campió dels malastrucs. Fart de ser emprenyat, el nuvi arremet contra el malastruc i cauen tots dos a una banyera, on són xuclats pel desguàs. Les velles celebren una festa d'aniversari amb un enorme pastís. Només acabar de bufar les espelmes, cauen del sostre el nuvi i el malastruc i empastifen tot el grup. Davant aquesta situació, els dos homes arrenquen a córrer seguits per les velles. |                   |              |                        |
| 7 | 7                 | «Waking off» | 20 de novembre de 1987 |
| Episodi especial mostrant com es va fer la primera temporada de la sèrie. |                   |              |                        |

### Temporada 2
| Episodi total | Episodi temporada | Títol      | Data d'emissió         |
| ------------- | ----------------- | ---------- | ---------------------- |
| 8             | 1                 | «Japos»    | 16 d'octubre de 1989   |
| 9             | 2                 | «Nens»     | 23 d'octubre de 1989   |
| 10            | 3                 | «Metges»   | 30 d'octubre de 1989   |
| 11            | 4                 | «Casino»   | 6 de novembre de 1989  |
| 12            | 5                 | «Carnaval» | 13 de novembre de 1989 |
| 13            | 6                 | «Militars» | 20 de novembre de 1989 |
| 14            | 7                 | «Nadal»    | 25 de desembre de 1989 |